# ギュルハネ勅令

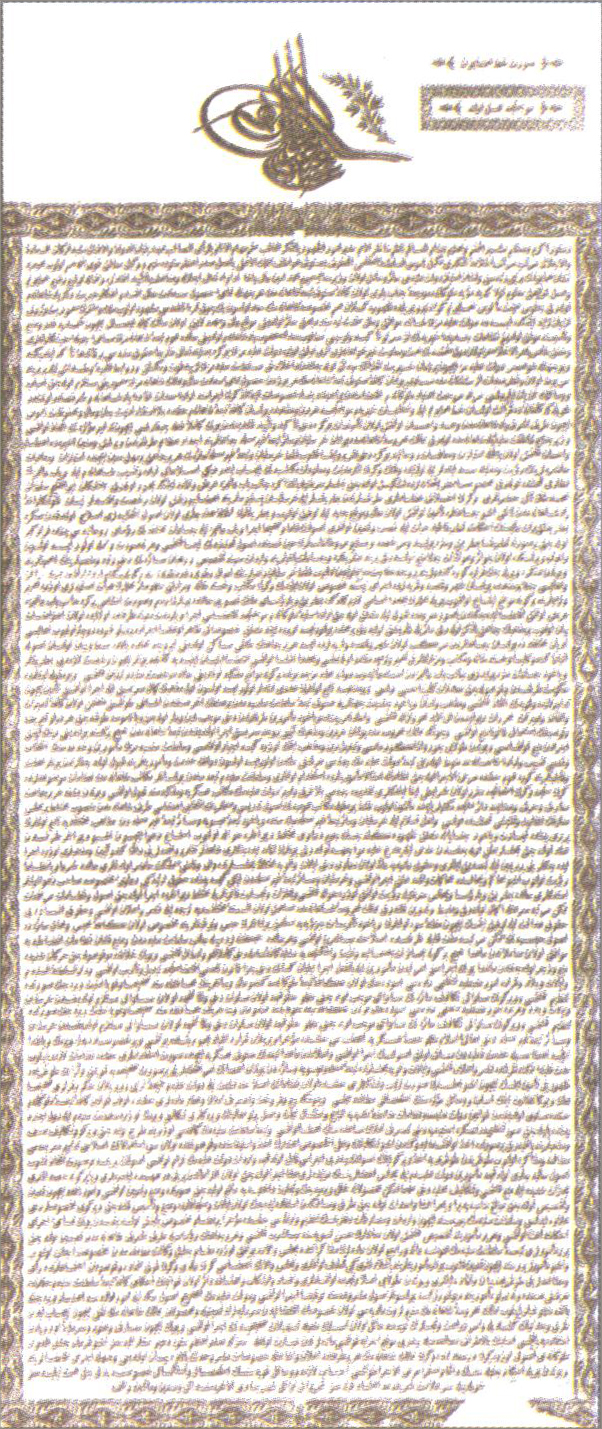
1839年11月3日布告『ギュルハネ勅令』

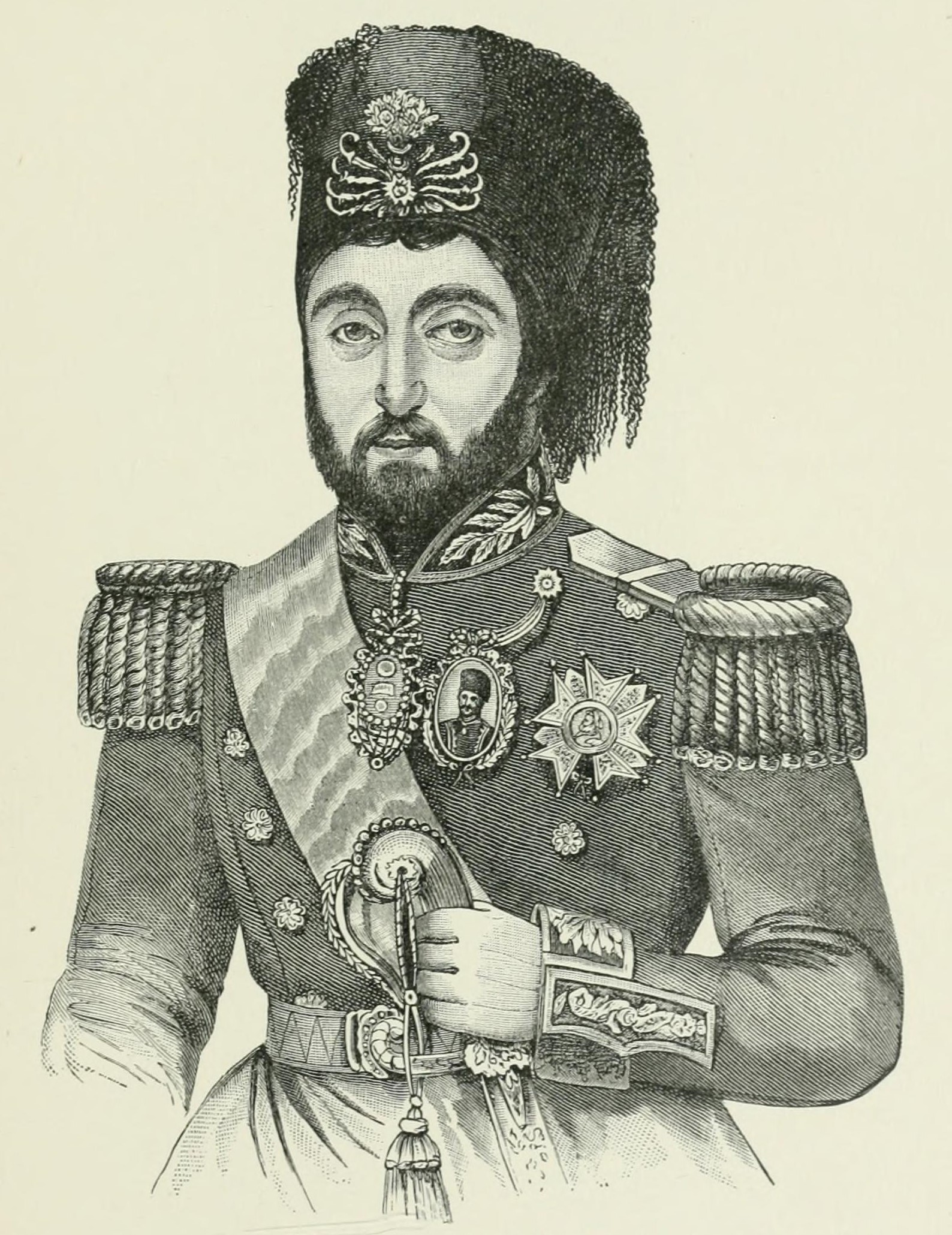
勅令起草のイニシアティブをとったムスタファ・レシト・パシャ

ギュルハネ勅令（ギュルハネちょくれい、Hatt-i Sharif (Hatt-ı Şerif) of Gülhane）は、アブデュルメジト1世治下のオスマン帝国で、1839年に外相ムスタファ・レシト・パシャによって起草され、スルタンによって発布された勅令。タンジマート（恩恵改革）の基本方針を示し、その端緒となった。タンジマート勅令とよばれることもある。

## 概要
第二次エジプト・トルコ戦争の劣勢により、エジプト艦隊が帝都イスタンブルにせまるなか、ムハンマド・アリー問題でのオスマン帝国の立場を好転させるべくヨーロッパを訪問していた開明派官僚ムスタファ・レシト・パシャ（当時、外務大臣）は、新しいスルタンとしてアブデュルメジト1世が即位するという知らせを聞いて急遽トルコに立ち戻り、西洋列強とくにイギリスとフランスにおけるリベラルな世論の支持を獲得することを企図して、改革方針をスルタンの「宸筆」というかたちで起草した。そして、1839年11月3日、ムスタファ・レシト・パシャはこれを帝国内の文官・武官、ウラマー（イスラム法学者）、民間人代表、および外国からの使節の前で読み上げた。読み上げた場所がトプカプ宮殿の庭園（ギュルハネ）だったので、「ギュルハネ勅令」と呼ばれている。
エジプト問題をめぐる列強の干渉を背景としていたため、帝国内キリスト教徒の人権擁護に重点が置かれた。それまでオスマン帝国の人々は、ムスリムとズィンミーという二分法に基づきムスリム優位下の不平等の下で共存していたが、オスマン帝国の君主たるスルタンによる平等の扱いに浴すべき対象は、イスラムの民（ムスリム）と他の諸宗教の民（非ムスリム）であることを宣言した。
なお、本来この文書は、スルタンの発給する文書中、「勅令」と訳しうる「フェルマン」ではなく、それより重要度の高い「ハットゥ・ヒュマユーン」の形式で発せられたものであり、「自筆勅令」ないし「勅書」とすべきものである。

## 内容
1. 150年来、オスマン帝国がかつての繁栄を失い衰退しているのは、シャリーアとスルタンの制定した種々の法とが守られなかったからである。
2. 良好な統治を行うため、今後新たな法が制定される。
3. 生命、名誉、財産の保障が重要であり、それらが保障されれば、人は国家、国民、祖国のために献身できる。
4. 国土防衛のために必要な軍隊を支える費用の源泉が租税である。
5. 公正な徴税が必要であり、不正な徴税請負制は廃止される。
6. 祖国守衛のため兵役に就くのは民の義務だが、徴兵の方法も人口に応じ、期間も交代制を導入して4〜5年とするなど、民の事情を考慮して改善される。
7. 以上のような新法の制定によって、力と繁栄と平穏と民の休養が得られるはずである。
8. 公正な裁判の実施が必要であり、判決前の死刑は廃止される。
9. 名誉と自由な財産の保有とその相続が保障され、不法な財産没収は廃止される。
10. 帝国住民は全て、ムスリムも非ムスリムに関わらず生命、名誉、財産が保障される。
11. 高等司法審議会の委員が増員され、参加する高官たちは自由な発言を保障され、自由討議の後に定められた法がスルタンによって裁可され、発効される。
12. シャリーアの諸法は、宗教と国家と国土と国民の再生のためのもの故に、スルタンもこれに反しないことを誓う。
13. 全ての者が法に従い、違反者を裁くべく刑法が制定される。
14. 官僚には十分な給与を支給するため、国土荒廃の大きな要因である賄賂は禁ずる。

以上がその骨子である。これには、先代のスルタン、マフムト2世の改革によってすでに実現しているものも含まれる。
スルタンの「御意志」が前面に出ているため、必ずしも立憲思想にもとづくものとはいえないが、ムスリム・非ムスリムにかかわらず、全ての帝国臣民には法の下の平等があたえられること、また、帝国は全臣民の生命・名誉・財産を保障することなどが繰り返し述べられているところにフランス人権宣言の影響を看取することができる。また、裁判の公開やスルタン自身も「法」に違背しないことを宣言するなど、スルタンの権力のうえに「法の力」が存在することを認めている点などでも画期的な意味をもっていた。ただし、「法」を指し示す語として「シャリーア」（イスラーム法）と「カーヌーン」（世俗法）を注意深く使い分けるなど、シャリーアを専門とするウラマー（イスラーム法学者）や保守派知識人からの反発や疑念を和らげる気遣いを示している。以後、「タンジマート」（恩恵改革）とよばれる西欧化改革が本格的に始動する。
新規の「法」の立案や検討は、新しく設置された最高司法審議会議やその下部機関でなされることとなったが、西ヨーロッパの近代法とシャリーアの均衡問題は、タンジマート期を通じて常に重大な緊張関係をはらむこととなった。

## 脚注

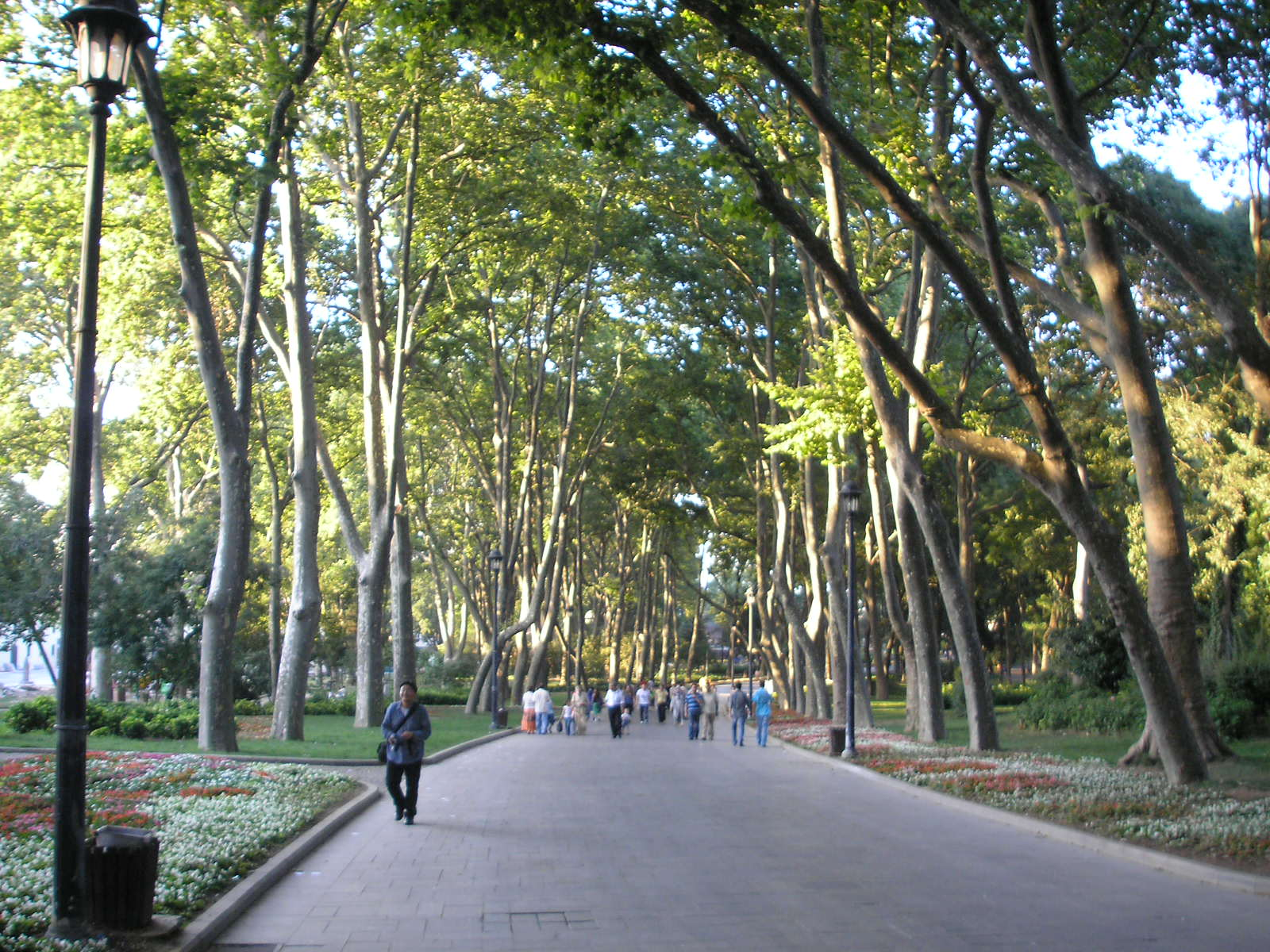
現在のギュルハネ公園（イスタンブル、トプカプ宮殿）

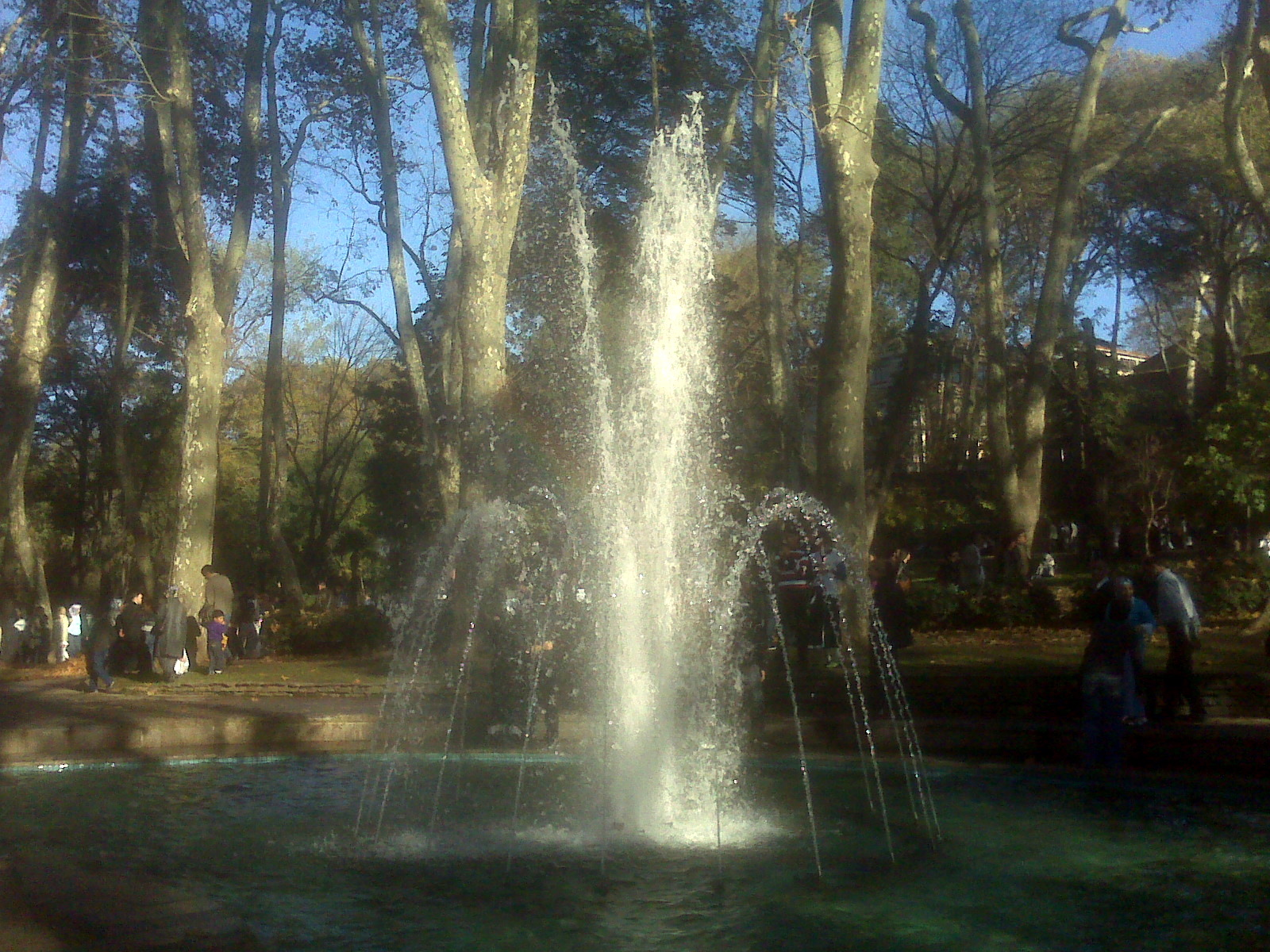
現在のギュルハネ公園